# Gourmeuï
Gourmeuï est une localité du Cameroun située dans la commune de Moutourwa, le département du Mayo-Kani et la Région de l'Extrême-Nord, au pied des monts Mandara, à proximité de la frontière avec le Tchad.

## Localisation
Gourmeuï est localisé à 10° 07′ 54″ N, 14° 10′ 00″ E.